# Trichoprosoplus demarzi
Trichoprosoplus demarzi är en skalbaggsart som beskrevs av Stefan von Breuning 1961. Trichoprosoplus demarzi ingår i släktet Trichoprosoplus och familjen långhorningar. Inga underarter finns listade i Catalogue of Life.